# 南特国立高等矿业学校
法国南特国立高等矿业学校（法語：École Nationale Supérieure des Mines de Nante），亦称为“南特高等矿业学院”，是法国曾经的一所工程师学校，是法国国立高等矿业电信学校联盟（法語：Institut Mines-Télécom，缩写IMT）的成员之一。南特高矿成立于1990年。2017年1月1日，其与布列塔尼国立高等电信学校合并，成立大西洋-布列塔尼-卢瓦尔地区国立高等矿业与电信学院。